# Europese kampioenschappen kortebaanzwemmen 2004
De Europese kampioenschappen kortebaanzwemmen 2004 werden georganiseerd van donderdag 9 tot en met zondag 12 december 2004, en werden gehouden in de Wiener Stadthalle in de Oostenrijkse hoofdstad Wenen.

## Podia

### Mannen
| Afstand:             | Goud:                                                                    | Tijd       | Zilver:                                                                     | Tijd     | Brons:                                                             | Tijd     |
| Vrije Slag           |                                                                          |            |                                                                             |          |                                                                    |          |
| Mannen 50 m          | Mark Foster Verenigd Koninkrijk                                          | 21,50      | Mark Veens Nederland                                                        | 21,72    | Eduard Lorente Spanje                                              | 21,75    |
| Mannen 100 m         | Frédérick Bousquet Frankrijk                                             | 47,52      | Filippo Magnini Italië                                                      | 47,66    | Jens Schreiber Duitsland                                           | 48,00    |
| Mannen 200 m         | Filippo Magnini Italië                                                   | 1.44,57    | Massimiliano Rosolino Italië                                                | 1.44,95  | Paweł Korzeniowski Polen                                           | 1.45,58  |
| Mannen 400 m         | Massimiliano Rosolino Italië                                             | 3.39,66    | Joeri Priloekov Rusland                                                     | 3.40,65  | Paweł Korzeniowski Polen                                           | 3.41,36  |
| Mannen 1500 m        | Joeri Priloekov Rusland                                                  | 14.31,92   | David Davies Verenigd Koninkrijk                                            | 14.32,56 | Massimiliano Rosolino Italië                                       | 14.39,54 |
| Rugslag              |                                                                          |            |                                                                             |          |                                                                    |          |
| Mannen 50 m          | Thomas Rupprath Duitsland                                                | 23,27 WR   | Vyacheslav Shyrshov Oekraïne                                                | 24,50    | Helge Meeuw Duitsland                                              | 24,52    |
| Mannen 100 m         | Thomas Rupprath Duitsland                                                | 50,73      | Markus Rogan Oostenrijk                                                     | 50,80    | László Cseh Hongarije                                              | 52,09    |
| Mannen 200 m         | Markus Rogan Oostenrijk                                                  | 1.51,24 ER | Blaž Medvešek Slovenië                                                      | 1.52,39  | Jevgeni Alesjin Rusland                                            | 1.53,71  |
| Schoolslag           |                                                                          |            |                                                                             |          |                                                                    |          |
| Mannen 50 m          | Oleg Lisogor Oekraïne                                                    | 26,92      | Roman Sloednov Rusland                                                      | 27,09    | Emil Tahirović Slovenië                                            | 27,17    |
| Mannen 100 m         | Roman Sloednov Rusland                                                   | 58,73      | Oleg Lisogor Oekraïne                                                       | 58,81    | Ihor Borysyk Oekraïne                                              | 59,70    |
| Mannen 200 m         | Paolo Bossini Italië                                                     | 2.07,29    | Sławomir Kuczko Polen                                                       | 2.07,61  | Grigory Falko Rusland                                              | 2.07,66  |
| Vlinderslag          |                                                                          |            |                                                                             |          |                                                                    |          |
| Mannen 50 m          | Mark Foster Verenigd Koninkrijk                                          | 23,35      | Jere Hård Finland                                                           | 23,38    | Oliver Wenzel Duitsland                                            | 23,50    |
| Mannen 100 m         | Thomas Rupprath Duitsland                                                | 50,67      | Nikolaj Skvortsov Rusland                                                   | 50,92    | Ioan Gherghel Roemenië                                             | 52,26    |
| Mannen 200 m         | Nikolaj Skvortsov Rusland                                                | 1.52,90    | Paweł Korzeniowski Polen                                                    | 1.53,19  | Ioan Gherghel Roemenië                                             | 1.54,86  |
| Wisselslag           |                                                                          |            |                                                                             |          |                                                                    |          |
| Mannen 100 m         | Peter Mankoč Slovenië                                                    | 53,05      | Markus Rogan Oostenrijk                                                     | 53,64    | Oliver Wenzel Duitsland                                            | 54,14    |
| Mannen 200 m         | Markus Rogan Oostenrijk                                                  | 1.55,15    | László Cseh Hongarije                                                       | 1.55,36  | Vytautas Janusaitis Litouwen                                       | 1.57,45  |
| Mannen 400 m         | László Cseh Hongarije                                                    | 4.03,96 ER | Luca Marin Italië                                                           | 4.05,93  | Igor Berezoetski Rusland                                           | 4.08,91  |
| Vrije Slag Estafette |                                                                          |            |                                                                             |          |                                                                    |          |
| Mannen 4×50 m        | Frankrijk David Maitre Alain Bernard Romain Barnier Frédérick Bousquet   | 1.26,24    | Duitsland Benjamin Friedrich Thomas Rupprath Jens Schreiber Carsten Dehmlow | 1.26,30  | Zweden David Nordenlilja Marcus Piehl Erik Andersson Petter Stymne | 1.26,98  |
| Wisselslag Estafette |                                                                          |            |                                                                             |          |                                                                    |          |
| Mannen 4×50 m        | Duitsland Thomas Rupprath Mark Warnecke Fabian Friedrich Carsten Dehmlow | 1.34,56    | Oekraïne Vyacheslav Shyrshov Oleg Lisogor Sergiy Breus Oleksandr Volynets   | 1.34,94  | Finland Tero Raty Jarno Pihlava Jere Hård Matti Rajakylä           | 1.35,89  |

### Vrouwen
| Afstand:             | Goud:                                                                     | Tijd       | Zilver:                                                                 | Tijd    | Brons:                                                                            | Tijd    |
| Vrije Slag           |                                                                           |            |                                                                         |         |                                                                                   |         |
| Vrouwen 50 m         | Marleen Veldhuis Nederland                                                | 24,34      | Anna-Karin Kammerling Zweden                                            | 24,57   | Hinkelien Schreuder Nederland                                                     | 24,64   |
| Vrouwen 100 m        | Malia Metella Frankrijk                                                   | 53,37      | Marleen Veldhuis Nederland                                              | 53,63   | Josefin Lillhage Zweden                                                           | 53,64   |
| Vrouwen 200 m        | Josefin Lillhage Zweden                                                   | 1.55,36    | Melanie Marshall Verenigd Koninkrijk                                    | 1.56,36 | Petra Dallmann Duitsland                                                          | 1.57,24 |
| Vrouwen 400 m        | Keri-Anne Payne Verenigd Koninkrijk                                       | 4.03,60    | Darja Partsjina Rusland                                                 | 4.04,56 | Erika Villaecija Spanje                                                           | 4.06,05 |
| Vrouwen 800 m        | Flavia Rigamonti Zwitserland                                              | 8.17,39    | Lotte Friis Denemarken                                                  | 8.22,38 | Erika Villaecija Spanje                                                           | 8.26,38 |
| Rugslag              |                                                                           |            |                                                                         |         |                                                                                   |         |
| Vrouwen 50 m         | Antje Buschschulte Duitsland                                              | 27,42      | Kateryna Zoebkova Oekraïne                                              | 27,50   | Ilona Hlaváčková Tsjechië                                                         | 27,57   |
| Vrouwen 100 m        | Kateryna Zoebkova Oekraïne                                                | 58,58      | Antje Buschschulte Duitsland                                            | 58,70   | Louise Ørnstedt Denemarken                                                        | 58,76   |
| Vrouwen 200 m        | Louise Ørnstedt Denemarken                                                | 2.06,33    | Sarah Price Verenigd Koninkrijk                                         | 2.07,24 | Gemma Spofforth Verenigd Koninkrijk                                               | 2.07,64 |
| Schoolslag           |                                                                           |            |                                                                         |         |                                                                                   |         |
| Vrouwen 50 m         | Sarah Poewe Duitsland                                                     | 31,09      | Jelena Bogomazova Rusland                                               | 31,46   | Kate Haywood Verenigd Koninkrijk                                                  | 31,52   |
| Vrouwen 100 m        | Sarah Poewe Duitsland                                                     | 1.06,50    | Mirna Jukić Oostenrijk                                                  | 1.07,05 | Simone Weiler Duitsland                                                           | 1.07,70 |
| Vrouwen 200 m        | Anne Poleska Duitsland                                                    | 2.21,79    | Mirna Jukić Oostenrijk                                                  | 2.22,79 | Sarah Poewe Duitsland                                                             | 2.24,33 |
| Vlinderslag          |                                                                           |            |                                                                         |         |                                                                                   |         |
| Vrouwen 50 m         | Anna-Karin Kammerling Zweden                                              | 25,73      | Martina Moravcová Slowakije                                             | 26,14   | Fabienne Nadarajah Oostenrijk                                                     | 26,27   |
| Vrouwen 100 m        | Martina Moravcová Slowakije                                               | 56,89      | Mette Jacobsen Denemarken                                               | 58,43   | Malia Metella Frankrijk                                                           | 58,47   |
| Vrouwen 200 m        | Martina Moravcová Slowakije                                               | 2.06,68    | Mette Jacobsen Denemarken                                               | 2.06,99 | Caterina Giachetti Italië                                                         | 2.07,11 |
| Wisselslag           |                                                                           |            |                                                                         |         |                                                                                   |         |
| Vrouwen 100 m        | Aleksandra Urbanczyk Polen                                                | 1.00,75    | Lisa Chapman Verenigd Koninkrijk                                        | 1.00,88 | Teresa Rohmann Duitsland                                                          | 1.01,18 |
| Vrouwen 200 m        | Teresa Rohmann Duitsland                                                  | 2.09,40    | Aleksandra Urbanczyk Polen                                              | 2.10,64 | Julie Hjørth-Hansen Denemarken                                                    | 2.13,03 |
| Vrouwen 400 m        | Eva Risztov Hongarije                                                     | 4.32,26    | Teresa Rohmann Duitsland                                                | 4.34.38 | Katinka Hosszú Hongarije                                                          | 4.35,41 |
| Vrije Slag Estafette |                                                                           |            |                                                                         |         |                                                                                   |         |
| Vrouwen 4×50 m       | Nederland Inge Dekker Chantal Groot Hinkelien Schreuder Marleen Veldhuis  | 1.37,97    | Duitsland Dorothea Brandt Janine Pietsch Daniela Götz Petra Dallmann    | 1.38,52 | Zweden Lina Petersson Anna-Karin Kammerling Josefin Lillhage Claire Hedenskog     | 1.38,76 |
| Wisselslag Estafette |                                                                           |            |                                                                         |         |                                                                                   |         |
| Vrouwen 4×50 m       | Nederland Hinkelien Schreuder Moniek Nijhuis Inge Dekker Marleen Veldhuis | 1.48,21 WB | Duitsland Janine Pietsch Sarah Poewe Antje Buschschulte Dorothea Brandt | 1.48,52 | Zweden Emelie Kierkegaard Sanja Dizdarević Anna-Karin Kammerling Josefin Lillhage | 1.50,05 |

## Medailleklassement
| Plaats | Land                | Goud | Zilver | Brons | Totaal |
| 1      | Duitsland           | 9    | 5      | 8     | 22     |
| 2      | Rusland             | 3    | 4      | 3     | 10     |
| 3      | Verenigd Koninkrijk | 3    | 4      | 2     | 9      |
| 4      | Italië              | 3    | 3      | 2     | 8      |
| 5      | Nederland           | 3    | 2      | 1     | 6      |
| 6      | Frankrijk           | 3    | 0      | 1     | 4      |
| 7      | Oekraïne            | 2    | 5      | 1     | 8      |
| 8      | Oostenrijk          | 2    | 4      | 1     | 7      |
| 9      | Zweden              | 2    | 1      | 4     | 7      |
| 10     | Hongarije           | 2    | 1      | 2     | 5      |
| 11     | Slowakije           | 2    | 1      | 0     | 3      |
| 12     | Denemarken          | 1    | 3      | 2     | 6      |
| 12     | Polen               | 1    | 3      | 2     | 6      |
| 14     | Slovenië            | 1    | 1      | 1     | 3      |
| 15     | Zwitserland         | 1    | 0      | 0     | 1      |
| 16     | Finland             | 0    | 1      | 1     | 2      |
| 17     | Spanje              | 0    | 0      | 3     | 3      |
| 18     | Roemenië            | 0    | 0      | 2     | 2      |
| 19     | Litouwen            | 0    | 0      | 1     | 1      |
| 19     | Tsjechië            | 0    | 0      | 1     | 1      |
| Totaal | Totaal              | 38   | 38     | 38    | 114    |